# طومي بانكس
طومي بانكس (بالإنجليزية: Tommy Banks)‏ (10 نوفمبر 1929 في المملكة المتحدة - 13 يونيو 2024) هو لاعب كرة قدم بريطاني في مركزي الظهير والدفاع، شارك في كأس العالم 1958. وشارك مع منتخب إنجلترا لكرة القدم. أما مع النوادي، فقد لعب مع بولتون واندررز ونادي بانغور سيتي ونادي ألترينتشام.

## وصلات خارجية
- طومي بانكس على موقع قاعدة بيانات كرة القدم.إي يو (الإنجليزية)
- طومي بانكس على موقع ناشيونال فوتبول تيمز (الإنجليزية)